# Prothema angulifera
Prothema angulifera är en skalbaggsart som beskrevs av Aurivillius 1916. Prothema angulifera ingår i släktet Prothema och familjen långhorningar.
Artens utbredningsområde är Filippinerna. Inga underarter finns listade i Catalogue of Life.